# БМПВ-64
БМПВ-64 — опытная украинская боевая машина пехоты, также классифицируемая как тяжёлый бронетранспортёр. Машина разработана Харьковским бронетанковым ремонтным заводом на базе подвергшегося глубокой модификации шасси танка Т-64.

## Производство
В 2005 году был разработан комплект технической документации по переоборудованию в боевые машины пехоты танков Т-54, Т-55, Т-62, Т-64 и Т-72, 15 марта 2006 года он был запатентован.
До 20 февраля 2012 было выпущено два опытных экземпляра, которые были направлены на заводские испытания.
В январе 2015 года было объявлено о возобновлении работ с целью ещё более повысить защищённость бронемашины

## Описание

### Компоновка
Моторно-трансмиссионное отделение расположено в лобовой части машины, отделение управления — за ним, десантное отделение — в кормовой части.

### Вооружение
Оснащена дистанционно управляемым боевым модулем с 30-мм автоматической пушкой, спаренным 7,62-мм пулемётом ПКТ и комплексом из ПТУРов или комплексом реактивных огнемётов для городских боёв.
Предусмотрена установка на машину других вариантов вооружения, в частности — дистанционно управляемого модуля с одним 12,7-мм пулемётом.

## Модификации
- БМПВ-64 (также известная как БМП-64[8]) — первая модель, выпущенная в 2005 году. Модуль с 30-мм пушкой 2А42, 7,62 мм пулемётом ПКТ, ЗРК «Игла», ПТУР «Барьер» имеется навесная динамическая защита «Контакт-5». Кормовая часть корпуса оборудована двустворчатыми дверьми.
- БМПТ-64 — вторая модификация, оснащенная дистанционно управляемой необитаемой башней с 30-мм автоматической пушкой КБА-2 или ЗТМ-2, дополнительными встроенными модулями от танка Т-64Е, комплексом ПТУРов, встроенной динамической защитой «Дуплет»[2]. Кормовая часть корпуса оборудована аппарелью.
- УМБП-64 — универсальная машина боевого снабжения
- УМР-64
- БТРВ-64 - тяжёлый бронетранспортёр
- БМП-К-64 — восьмиколёсный вариант, массой 17,7 тонн без боекомплекта[9]